# Alan Hewitt
Alan Hewitt (New York, 21 gennaio 1915 – New York, 7 novembre 1986) è stato un attore, produttore cinematografico e produttore televisivo statunitense.
Tra i suoi ruoli più importanti, quello del detective Bill Brennan nella serie televisiva Il mio amico marziano e il District attorney nel film Come uccidere vostra moglie (1965).

## Biografia

### Primi anni
Nato a New York City, Hewitt fu educato lì ed entrò al Dartmouth College quando aveva 15 anni, laureandosi nel 1934. Il suo debutto come attore fu in una produzione scolastica all'età di 10 anni.

### Carriera
Hewitt apparve per la prima volta sul palcoscenico di New York in La bisbetica domata nel 1935, con Alfred Lunt e Lynn Fontanne. In seguito recitò ancora con loro in quella commedia. nel 1936-37, e nelle produzioni di Amphitryon 38 e  Il gabbiano. Il suo necrologio sul The New York Times riportò che "ha segnato i suoi più grandi successi a Broadway nel William Saroyan's Love's Old Sweet Song e John Steinbeck La luna è tramontata."
Durante la seconda guerra mondiale prestò servizio nell'American Forces Network dal 1943 al 1946.

### Carriera cinematografica
Tra i film in cui apparve, vi sono La moglie sconosciuta, Il visone sulla pelle, I giorni del vino e delle rose, Lo sceriffo scalzo, Come uccidere vostra moglie, Sweet Charity - Una ragazza che voleva essere amata e La TV ha i suoi primati.

### Carriera televisiva
Non diventò mai una star importante, ma ebbe una lunga carriera con piccoli ruoli in diversi programmi ben noti, tra cui Alfred Hitchcock Presenta, Maverick, Indirizzo permanente, Daktari, Il carissimo Billy, The Donna Reed Show, Il dottor Kildare, Lost in Space, Vita da strega, Strega per amore, The Lucy Show, I forti di Forte Coraggio, Selvaggio west, Ironside, The Bob Newhart Show e The Phil Silvers Show. Fece quattro apparizioni come ospite in Perry Mason, in tre delle quali interpretò Bruce Sheridan in Il caso della moglie invernale, il Dr. Marcus Tate in Una imbarazzante eredità, e nel 1965 interpretò il ruolo di Curt Ordway in Voodoo. L'unico episodio in cui non era l'assassino fu nel 1959 in Il caso della frode d'oro.

### Morte
Hewitt morì di cancro il 7 novembre 1986, al Memorial Sloan-Kettering Cancer Center di New York City. gli sopravvissero la madre, Hortense B. (Baum) Hewitt (1892-1988) di Englewood, New Jersey, e un fratello, Robert W. Hewitt (1919-2013) di Contea di Bergen, New Jersey..

## Filmografia parziale

### Cinema
- La moglie sconosciuta (A Private's Affair), regia di Raoul Walsh (1959)
- Il prezzo del successo (Career), regia di Joseph Anthony (1959)
- Un professore fra le nuvole (The Absent-Minded Professor), regia di Robert Stevenson (1961)
- Uno scapolo in paradiso (Bachelor in Paradise), regia di Jack Arnold (1961)
- Lo sceriffo scalzo (Follow That Dream), regia di Gordon Douglas (1962)
- Il visone sulla pelle (That Touch of Mink), regia di Delbert Mann (1962)
- I giorni del vino e delle rose (Days of Wine and Roses), regia di Blake Edwards (1962)
- Professore a tuttogas (Son of Flubber), regia di Robert Stevenson (1963)
- Le disavventure di Merlin Jones (The Misadventures of Merlin Jones), regia di Robert Stevenson (1964)
- Come uccidere vostra moglie (How to Murder Your Wife), regia di Richard Quine (1965)
- The Monkey's Uncle, regia di Robert Stevenson (1965)
- Il cavallo in doppiopetto (The Horse in the Gray Flannel Suit), regia di Norman Tokar (1968)
- La fratellanza (The Brotherhood), regia di Martin Ritt (1968)
- Sweet Charity - Una ragazza che voleva essere amata (Sweet Charity), regia di Bob Fosse (1969)
- Il computer con le scarpe da tennis (The Computer Wore Tennis Shoes), regia di Robert Butler (1969)
- R.P.M. Rivoluzione per minuto (R.P.M.), regia di Stanley Kramer (1970)
- La TV ha i suoi primati (The Barefoot Executive), regia di Robert Butler (1971)
- Spruzza, sparisci e spara (Now You See Him, Now You Don't), regia di Robert Butler (1972)

### Televisione
- L'uomo ombra (The Thin Man) – serie TV, episodio 2x28 (1959)
- Peter Gunn – serie TV, episodio 1x32 (1959)
- Sugarfoot – serie TV, episodio 3x14 (1960)
- Goodyear Theatre – serie TV, episodio 3x16 (1960)
- Mr. Lucky – serie TV, episodio 1x27 (1960)
- Il magnifico King (National Velvet) – serie TV, episodio 1x11 (1960)
- Pete and Gladys – serie TV, episodio 1x34 (1961)
- Michael Shayne – serie TV episodio 1x15 (1961)
- Maverick – serie TV, episodi 4x27-5x13 (1961-1962)
- Outlaws – serie TV, episodio 2x24 (1962)
- Indirizzo permanente (77 Sunset Strip) – serie TV, episodio 5x22 (1963)
- Missione segreta (Espionage) – serie TV, episodio 1x08 (1963)
- Il reporter (The Reporter) – serie TV, episodio 1x05 (1964)
- Daktari – serie TV, episodio 2x22 (1967)
- Iron Horse – serie TV, episodio 2x14 (1967)
- The Danny Thomas Hour – serie TV, episodio 1x13 (1967)
- Squadra speciale anticrimine (The Felony Squad) – serie TV, episodio 2x24 (1968)